# Клуб Либертад
Клуб „Либертад“ (на испански: Club Libertad) е футболен клуб от град Асунсион, Парагвай.
С 13 шампионски титли отборът е третият най-успешен отбор в страната след „Олимпия“ и „Серо Портеньо“. В началото на 21 век „Либертад“ успява да излезе от сянката на грандовете, спечелвайки 5 от 8 шампионски титли.

## История
Клуб „Либертад“ е основан на 30 юли 1905 г. от Хуан Мануел Соса Ескалада и негови приятели. Наречен е на кораба „Либертад“, с който симпатизанти на Либералната партия пристигат в Асунсион през 1905 г. и свалят правителството на Колорадската партия.
От основаването си „Либертад“ е в сянката на двата големи парагвайски отбора „Олимпия“ и „Серо Портеньо“, които общо са спечелили повече от половината шампионски титли. Истинският враг на Либертад винаги е бил „Гуарани“ – те си оспорват мястото на 3-ти отбор в Парагвай. „Либертад“ има 4 титли повече от „Гуарани“, но последният има повече фенове – на мачовете на му има повече зрители, въпреки големите успехи на „Либертад“ в последните години и факта, че последната титла на „Гуарани“ е от 1984 г.
През 1998 г. „Либертад“ изпада във Втора дивизия. След 2 г. отборът е поет от нов президент и успява да се върне в Примера Дивисион, а след още 2 г. печели първата си шампионска титла от 1976 г. насам. Така започва успешна серия за „Либертад“, която включва 5 от 8 възможни шампионски титли от началото на 21 век, 1/4- и 1/2-финал за Копа Либертадорес и 1/4-финал за Копа Судамерикана.
„Либертад“ има общо 9 участия на Копа Либертадорес и 5 на Копа Судамерикана

## Успехи
- 13х Шампион на Парагвай: 1910, 1917, 1920, 1930, 1943, 1945, 1955, 1976, 2002, 2003, 2006, 2007 и 2008 (А)
- 1х Шампион на Втора дивизия: 2000
- 2х Полуфинал на Копа Либертадорес: 1977, 2006
- 1х Четвъртфинал на Копа Либертадорес: 2007
- 1х Четвъртфинал на Копа Судамерикана: 2003

## Известни бивши играчи
- Делфин Бенитес Касерес
- Ернан Родриго Лопес
- Естанислао Струвай
- Еуложио Мартинес
- Карлос Бонет
- Каталино Риварола
- Мауро Кабайеро
- Пабло Гарниер
- Пабло Орасио Гинясу
- Пауло да Силва
- Себастиан Флейтас Миранда
- Франсиско Арсе
- Хуан Торалес
- Хусто Вияр

## Баскетбол
Клуб „Либертад“ има баскетболен отбор, който играе в Първа дивизия с 9 шампионски титли – от 1958, 1972, 1974, 1977, 1979, 1986, 1987, 1990 и 2005 г.